# Chrysso compressa
Chrysso compressa är en spindelart som först beskrevs av Eugen von Keyserling 1884.  Chrysso compressa ingår i släktet Chrysso och familjen klotspindlar. Inga underarter finns listade i Catalogue of Life.